# Décan-1-ol
Le décan-1-ol est l'alcool gras à chaîne carbonée linéaire de formule semi-développée CH3(CH2)8CH2OH. C'est un liquide visqueux incolore avec une forte odeur, insoluble dans l'eau.
Le décan-1-ol est un alcool utilisé comme arôme dans l'industrie alimentaire et la parfumerie. Il est aussi utilisé dans des plastifiants, lubrifiants, tensioactifs et solvants.
Ce décanol est très irritant pour la peau et les yeux, des éclaboussures dans les yeux peuvent causer des dommages permanents. Bien que l'inhalation et l'ingestion puissent être nocives, il peut servir de stupéfiant. Il est aussi nocif pour l'environnement.